# Храм Вознесения Господня (Батайск)
Храм Вознесения Господня (Вознесенский храм) — православный храм в городе Батайске Ростовской области.
Адрес: Ростовская область, город Батайск, ул. Цимлянская, 16а.

## История
В закладной доске Вознесенского храма написано:

«В царствование благочестивейшего государя императора Александра Николаевича Самодержца Всероссийского по благословению преосвященного Алексия Епископа Екатеринославского и Таганрогского благочинным Церквей Ростовского уезда, протоиереем и кавалером Николаем Ручкиным заложен храм сей во имя Вознесения Господня в селе Койсуг Ростовского уезда при священниках Никифоре Ушинском и Михаиле Попове, и при попечителях Кодрате Плотникове и Ефиме Луганском в лето от Рождества Христова 1870 г месяца сентября в 1-й день».

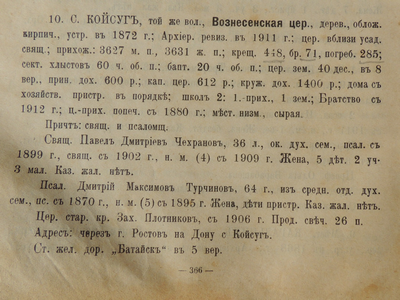
Справочная книга Екатеринославской Епархии

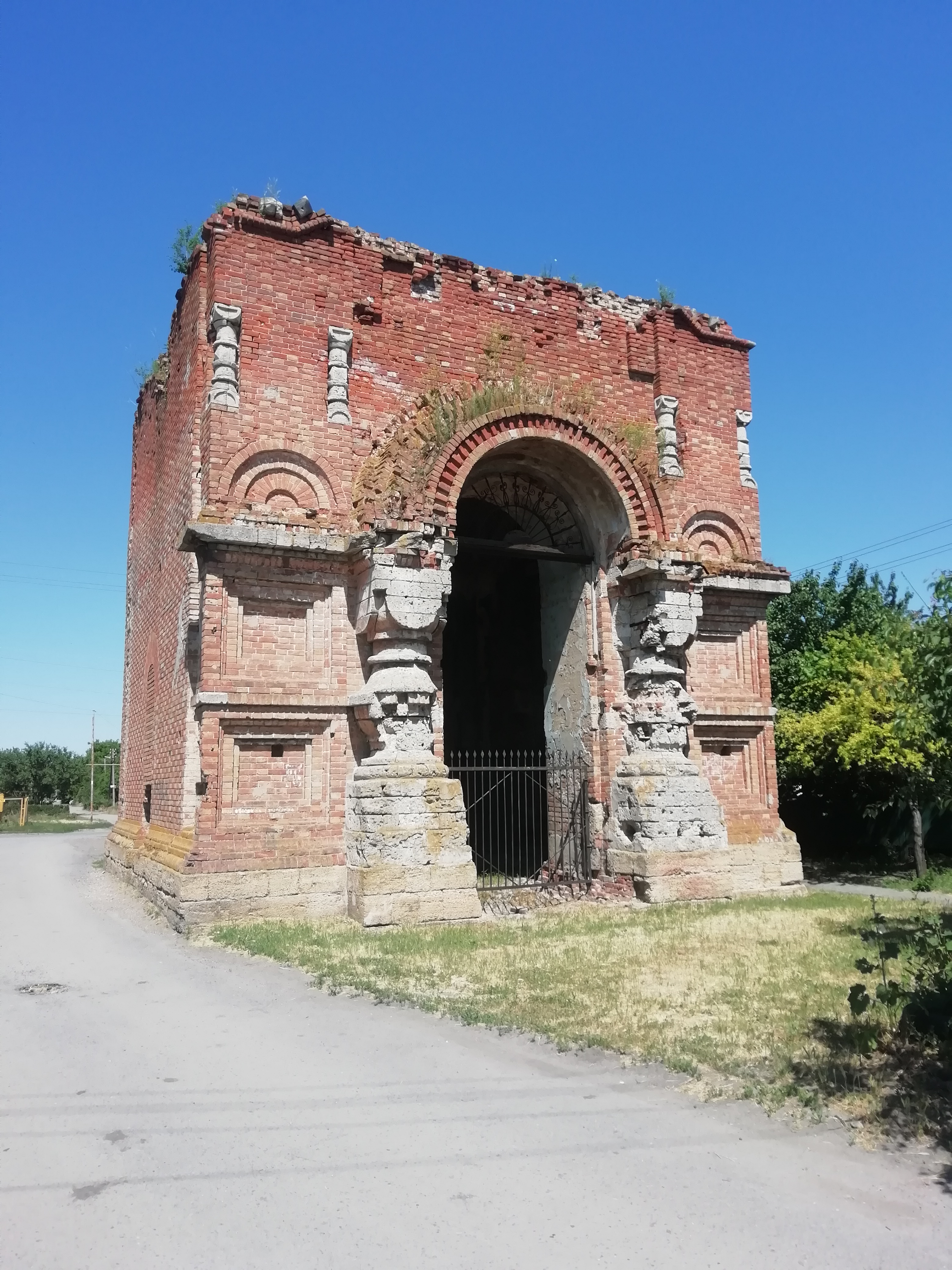
Останки колокольни

Сооружение Вознесенской церкви в селе Койсуг Области Войска Донского (ныне в черте города Батайска) было окончено в 1872 году, относилась к Екатеринославской епархии. Храм был деревянный, на кирпичном цоколе. Глав — пять: одна большая и четыре маленькие. Колокольня Вознесенской церкви была полностью кирпичная. Согласно документам Хозяйственного отдела Святейшего Синода, по состоянию на 1910 год в состав церковного имущества входили — школа, сторожка, дом священника и подсобные помещения.
В 1930-е годы Вознесенская церковь была закрыта и разрушена. До наших дней сохранился только первый ярус колокольни.
В 1989 году, в перестроечные годы СССР, была зарегистрирована православная община храма Вознесения Господня, и в 1990 году на территории бывшего церковного сада началось восстановление Вознесенской церкви по проекту Бориса Винникова (в стиле московско-ярославской архитектуры XVII века). 4 ноября 1995 года в новом храме была отслужена первая Божественная литургия. Со временем была воздвигнута колокольня, построены хозяйственные помещения, обустроен церковный двор. В 2006 году приходом были приобретены новые колокола и оборудована звонница. Полностью строительство было завершено в 2006 году, и 5 сентября этого же года храм Вознесения Господня был освящён архиепископом Ростовским и Новочеркасским Пантелеимоном (Долганов).
Недалеко от новой церкви, через дорогу, находится руинированная колокольня первого храма.